# Torre Kuchlbauer
La Torre Kuchlbauer (in tedesco Kuchlbauer-Turm) è una torre nella città di Abensberg vicino a Kelheim, nel land della Bassa Baviera.
Costruita sull'area del locale birrificio Kuchlbauer, è diventato l'edificio simbolo della piccola città bavarese.

## Storia
Il progetto della torre panoramica, a opera dell'architetto austriaco Friedensreich Hundertwasser, risale al 2000 e si inserisce nell'area della Kuchlbauer Brauerei, con l'intento di essere una struttura di rappresentanza del birrificio, con all'interno spazi dedicati al museo della birra.
A causa della scomparsa del suo celebre autore, la sua realizzazione fu posticipata di alcuni anni. Il progetto fu completato soltanto nel 2006 sotto la direzione di Leonhard Salleck, proprietario del birrificio e sotto la supervisione dell'architetto Peter Pelikan. Il cantiere fu avviato il 23 aprile del 2007 e l'edificio fu completato e aperto al pubblico nel gennaio del 2010.

## Caratteristiche
La torre è uno degli eccentrici esempi dell'opera di Friedensreich Hundertwasser. La sua particolarità risiede nell'originalità del disegno, nella decorazione coerente con i più ricorrenti dettami stilistici di Hundertwasser e nei suoi richiami al mondo fiabesco attraverso la libera interpretazione plastica dei volumi.
Alta 34,19 metri, la torre si innalza sopra una base cilindrico-concava che ospita i primi tre piani. La parte centrale con prospetto esagonale è caratterizzata da una scala esterna con loggiato scandito da ordini di archi a tutto sesto che conduce alla parte sommitale dalla volumetria assai più complessa.
La parte superiore è caratterizzata da un tripudio di moduli cilindrici addossati l'un l'altro, che richiamano la tipica forma del boccale bavarese. Essi appaiono raggruppati sotto la grande bolla dorata da dieci metri di diametro che svetta sulla cima e che ospita il museo della birra, con una collezione di circa 4.200 boccali.